# Wiesław Ziembicki
Wiesław Ziembicki (ur. 15 stycznia 1960) – polski lekkoatleta, specjalizujący się w biegach długodystansowych.

## Osiągnięcia
- Mistrzostwa Polski seniorów w lekkoatletyce (3 medale)[1]
  - Zabrze 1981
    - brązowy medal w biegu na 3000 m z przeszkodami

  - Lublin 1984
    - srebrny medal w biegu na 5000 m
    - brązowy medal w biegu na 3000 m z przeszkodami

- Mistrzostwa Polski juniorów w lekkoatletyce (1 medal)
  - Poznań 1978
    - srebrny medal w biegu na 2000 m z przeszkodami[2]

- Zawody Przyjaźni (1 medal)
  - Bukareszt 1978
    - srebrny medal w biegu na 2000 m z przeszkodami[2]

## Rekordy życiowe
- bieg na 3000 metrów
  - stadion – 7:55,01 (Zabrze 1984)
- bieg na 3000 metrów z przeszkodami
  - stadion – 8:25,04 (Sopot 1986)
- bieg na 5000 metrów
  - stadion – 13:42,78 (Lublin 1984)
- bieg na 10 000 metrów
  - stadion – 29:15,76 (Grudziądz 1986)